# کالن جونز
کالن جونز (به انگلیسی: Cullen Jones) (زادهٔ ۲۹ فوریهٔ ۱۹۸۴) شناگر اهل ایالات متحده آمریکا است.